# Willa Löw-Beer (Černá Pole)

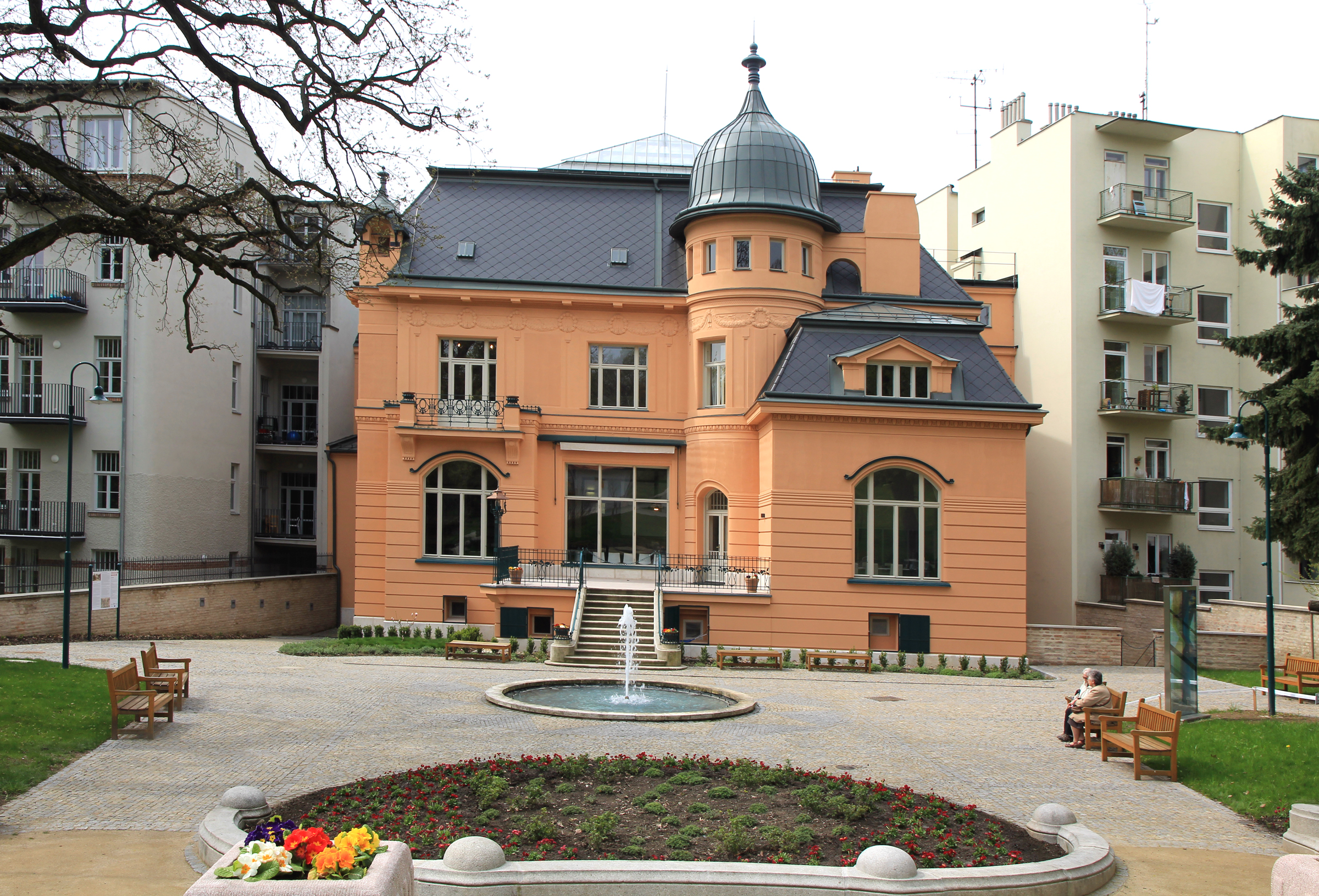
Willa Löw-Beera od strony ogrodu

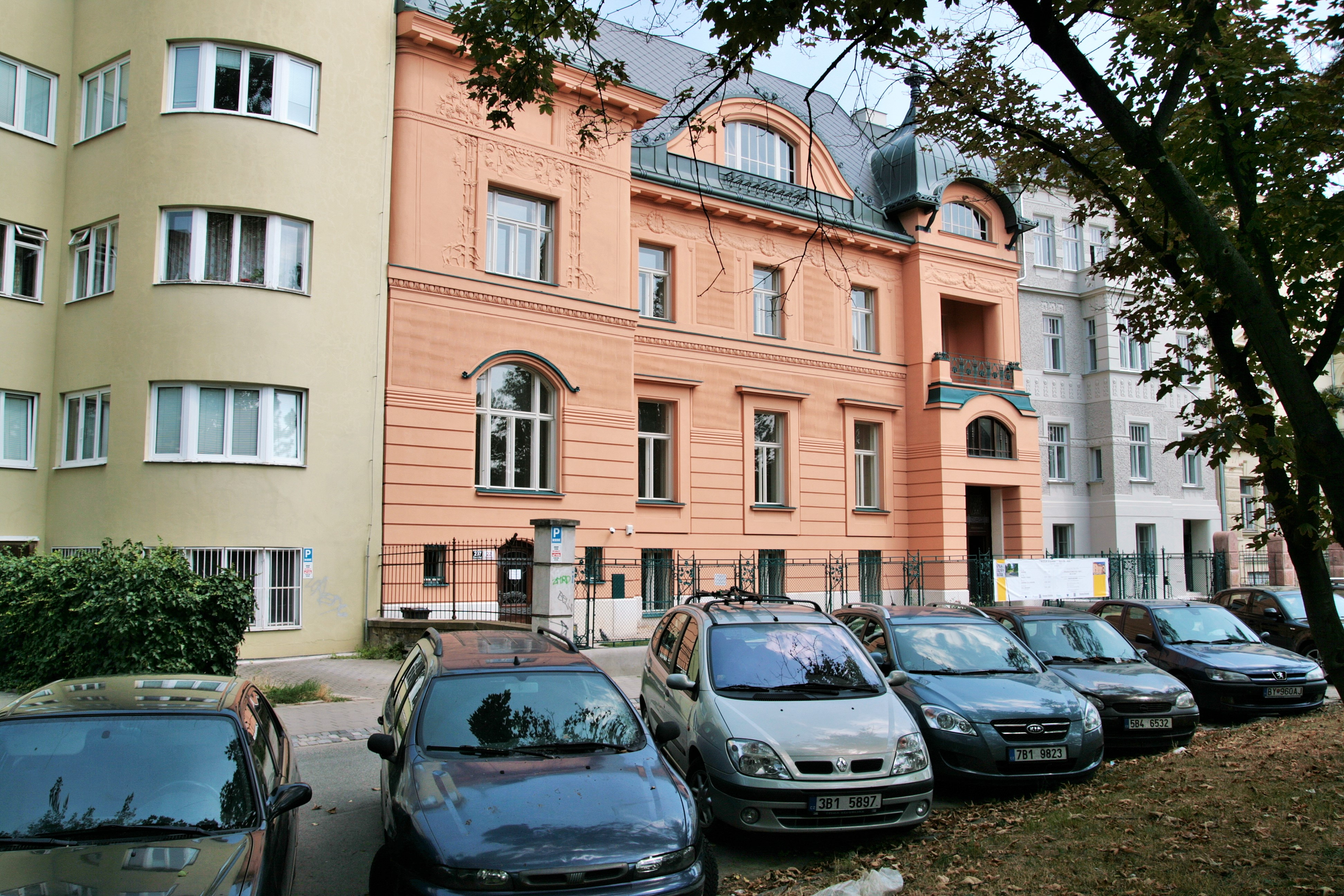
Willa Löw-Beera od strony ulicy, po renowacji z l. 2013-2015

Willa Löw-Beera – elegancka willa zbudowana w latach 1903-1904 w Brnie dla tamtejszego przemysłowca Moritza Fuhrmanna. Obecnie pod adresem ul. Drobného 22.

## Historia
Została zaprojektowana w stylu secesyjnym przez rozpoczynającego wówczas szeroką działalność wiedeńskiego architekta, pochodzącego ze Śląska Cieszyńskiego Alexandra Neumanna. Wzniesiono ją na rozległej działce w nowej dzielnicy Brna, powstającej od lat 60. XIX w. na zboczach wzniesienia Černá Pole. Po śmierci Fuhrmanna dom kupił magnat tekstylny Alfred Löw-Beer. W 1929 r. nowy właściciel podarował swojej córce Grecie część działki, na której wkrótce powstała siedziba Grety i Fritza Tugendhatów - modernistyczna willa Tugendhatów.

## Współcześnie
W późniejszych latach obiekt wiele stracił ze swojego pierwotnego uroku, obudowany ciasno mieszkalnymi kamienicami. W latach 2013–2015 poddano go kompleksowej renowacji. Aktualnie willa zajęta jest przez muzeum. Mieści się w nim ekspozycja pt. "Świat brneńskiej burżuazji pomiędzy Löw-Beerem a Tugendhatem", przybliżająca wybrane fragmenty z dziejów architektury oraz szereg aspektów życia brneńskiego mieszczaństwa od II. połowy XIX w. do początków wieku XX. W niewielkim domku na terenie ogrodu znajduje się galeria "celnice", w której organizowane są wystawy czasowe.